# Yoav Ben-Tzur
Yoav Ben-Tzur (hébreu : יוֹאָב בֶּן־צוּר), né le 11 juin 1958 à Kfar Saba, est un fonctionnaire et homme politique israélien, député de la Knesset avec Shas.

## Biographie

### Parcours politique

#### Ralliement à Shas et entrée à la Knesset
En 2013, lors des élections du 22 janvier 2013, il figure à la 12ème place sur la liste de Shas et débute son parcours politique. Le parti obtient onze sièges, il n'est pas élu.
Cependant, il fait son entrée à la Knesset en juin 2014, après la démission du député Ariel Atias. En préparation des élections du 17 mars 2015, il est classé sixième sur la liste du parti, qui remporte sept sièges. Il est nommé président du groupe Shas à la Knesset.
Lors des élections successives du 9 avril 2019, du 17 septembre 2019 et du 2 mars 2020, il est constamment placé à la cinquième place et réélu.

#### Réélection en 2020 et ministre délégué
À la suite de sa réélection à la Knesset, il est nommé Ministre délégué au Développement de la périphérie, du Néguev et de Galilée et ministre délégué à l'Intérieur en mai 2020, lors de la constitution du cinquième gouvernement de Benyamin Netanyahou.
En juillet 2020, en raison de la loi norvégienne, il démissionne de son mandat de député à la Knesset, Yossi Taieb lui succède.

#### Réélection et nomination en tant que ministre
Lors des élections du 23 mars 2021, Ben-Tzur est inscrit à la troisième place sur la liste de Shas, il est réélu et siège dans l'opposition au gouvernement Bennett-Lapid.
Pour les élections du 1er novembre 2022, il est à nouveau inscrit à la troisième place et réélu. Lors de la constitution du sixième gouvernement de Benyamin Netanyahou, il est nommé Ministre au ministère du Travail, des Affaires sociales et de l'Action sociale.
Le 3 janvier 2023, il démissionne de la Knesset, en vertu de la loi norvégienne appliquée aux ministres, Yonatan Mishraki (en) lui succède et devient député.
En janvier 2023, la Knesset approuve la création du ministère du Travail, un ministère qui avait été supprimé depuis 1977 et lié au ministère des Affaires sociales. Yoav Ben-Tzur est nommé ministre le 30 janvier 2023.

## Vie privée
Yoav Ben-Tzur est marié à Ofra, la fille du rabbin Tov Vahab, qui était le rabbin de Ramat HaHayal (en) à Tel-Aviv. Le couple vit dans le quartier de Har Nof à Jérusalem. Ils ont sept enfants et plusieurs petits-enfants.
Son cousin germain est Meir Yitzhak Halevi, ancien député et maire d'Eilat.